# Xu Hui
Xu Hui, född 627, död 650, var en tidig Tangpoet.

### Shi-dikter
- Kalkerat på "Xiaoshan"《擬小山篇》
- Missunnsamhet i slottet Changmen《長門怨》
- Höstvind vid bergspasset Hangu: skrivet på kejserlig befallning《秋風函谷應詔》
- Poem på det anvisade motivet "I norr finns en skönhet"《賦得北方有佳人》
- Till kejsar Taizong《進太宗》

### Fotnoter
1. 1 2  Kroll 2009, s. 36.
2. ↑  läs online, digital.library.mcgill.ca .[källa från Wikidata]